# Jayd Davis
Jayd Alexandria Davis (ur. 6 października 1998) – kanadyjska zapaśniczka walcząca w stylu wolnym. Srebrna medalistka mistrzostw panamerykańskich w 2019. Mistrzyni panamerykańska juniorów w 2018; druga w 2017 roku.